# Mladá generace Československé strany lidové
Mladá generace Československé strany lidové (MG ČSL) byla křesťanská mládežnická organizace lidové strany v Československu, která vznikla v roce 1927 z potřeby stranických orgánů pro lepší organizaci dosavadních místních spolků mladých lidovců. Organizace zanikla po vzniku druhé republiky v roce 1938 spolu s přerušením činnosti lidové strany a vzniku Strany národní jednoty.

## Vznik
Organizace vznikla v roce 1927 z podnětu vrcholného člena vedení lidové strany a zemského předsedy ČSL v Čechách Bohumila Staška. V roce 1929 začaly vznikat první místní útvary a vedení. V čele mediálního odboru stanul Jan Scheinost, který v roce 1929 založil list mladých lidovců s názvem 3. generace. V roce 1931 byla založena „Škola mladých průkopníků“, která vzdělávala mládež pomocí nejrůznějších vzdělávacích publikací a propagovala práci Mladé generace.

## Organizace
Stejně jako lidová strana v období první republiky byly jednotlivé části Mladé generace řízeny lokálně zemskou náčelní radou v čele se zemským náčelníkem a zemským tajemníkem v jednotlivých zemích Československa. Vedení pak zastřešoval Ústřední sekretariát Mladé generace v Praze v čele s ústředním tajemníkem. Zemští zástupci se pak scházeli i na jednotlivých zemských sjezdech ČSL pro zemi Českou a Moravskoslezskou. Mladá generace úzce spolupracovala s organizací Československého Orla, místní organizace na lokální úrovni např. sídlili především v budovách místních Orloven. V červnu 1935 se zapojila ve spolupráci s duchovními do organizace významného prvního celostátního sjezdu katolíků československých. V rámci Mladé generace se organizovala také kultura pro mládež, dramatický odbor Mladé generace Československé strany lidové organizoval místní divadelní soubory.

## Ideologie
Ideologicky Mladá generace propagovala demokracii založenou na úctě k člověku, která by byla založena na řádu Božím. Propagovala též tezi T. G. Masaryka o „vytvoření nové demokratické autority, jenž nahradí dřívější autoritu monarchie.“ V rámci volebních akcí vyšlo provolání proti obecnému liberalismu a proklamace za nový hospodářský řád na křesťanských základech. Organizace zdůrazňovala takzvaný křesťanský solidarismus – sociální odbor v rámci organizace taktéž provozoval sociální činnost, který pomáhal sociálně slabším členům. Podporovala charitativní spolupráci mládeže mírnící bídu velkoměstských periferií ve 30. letech, kterou vnímala jako nebezpečí pařeniště komunismu a rozvratu ve společnosti. Od roku 1937 ve spojitosti s občanskou válkou ve Španělsku zdůrazňovala učení papežských encyklik Divini redemptoris a Mit brennender Sorge pojednávajících o nebezpečí ze strany komunismu a nacismu.

## Branná výchova
V roce 1936 v souvislosti s vnímáním vnějšího ohrožení republiky vytvořila Mladá generace spolu se zástupci Orla, katolického studentstva a Sdružením katolické mládeže takzvaný „Společný výbor katolického mládí“, který začal organizovat skupiny akce pro národní brannost. Vzdělávací činnost výboru ve věci vojenské připravenosti se prokázala jako účinná, když tento výbor byl 20. ledna 1937 v Praze ve složení František Kolman, Václav Ryneš, Eduard Vedral, Antonín Jandáček, Jan Marek a Bedřich Pospíšil přijat i arcibiskupem kardinálem Kašparem a prezidentem republiky Edvardem Benešem.

## Zánik a odkaz
Organizace zanikla 22. listopadu 1938 poté, co se v rámci sjednocení politického systému lidová strana připojila do Strany národní jednoty, vládní strany režimu druhé republiky. Mladí lidovci poté působili v rámci jednotné mládežnické organizace SNJ Mladá národní jednota. Po osvobození Československa v roce 1945 na činnost Mladé generace navázala nová organizace obnovené strany Mládež Československé strany lidové, která jako jediná stranická mládežnická organizace odmítla vstoupit do Svazu české mládeže, kde působila mládež všech ostatních českých politických stran. Po komunistickém převratu v únoru 1948 byla samostatná mládežnická organizace vnímána jako příliš nebezpečná a byla na rozdíl od samotné lidové strany, kam bylo dosazeno prokomunistické vedení, zcela zakázána. Členové byli mnohdy přinuceni vstupovat do jednotného Svazu české mládeže, v roce 1949 sjednoceného do Československého svazu mládeže.
Zákaz samostatně působících mládežnických organizací v Československu byl zrušen až po Sametové revoluci v roce 1989. Za předsednictví Josefa Luxe postupně rostla potřeba KDU-ČSL pro novou mládežnickou organizaci strany. V roce 1997 začalo vznikat úsilí vytváření místních lidoveckých junior klubů, které vyvrcholilo 16. května 1998 vytvořením Junior klubu křesťanských demokratů, který se od roku 1999 nazýval Mladí křesťanští demokraté. V roce 2012 vznikla nová organizace Mladí lidovci, která je po sloučení s Mladými křesťanskými demokraty v roce 2021 opět jedinou mládežnickou organizací lidové strany.

## Schéma vedení
- Ústřední tajemník Antonín Jandáček
- Zemský náčelník v zemi České Jan Jiří Rückl (1933–1938)
- Zemský tajemník v zemi České Antonín Stehlík (1929–1931)
- Zemský tajemník v zemi České Antonín Jandáček (1931–1938)
- Zemský náčelník v zemi Moravskoslezské
- Zemský tajemník v zemi Moravskoslezské
- Zemské vedení na Slovensku